# I JUST FEEL SO LOVE AGAIN 〜そばにいるだけで〜
「I JUST FEEL SO LOVE AGAIN 〜そばにいるだけで〜」（アイ ジャスト フィール ソー ラブ アゲイン そばにいるだけで）は、sweet velvetのメジャーデビューシングル。

## 内容
1999年2月10日発売。全作詞は秋本瑞月、全作曲は大野愛果、編曲は古井弘人（#1）・小西康陽（#2）・鴨宮諒（12cm盤#3）。
テレビ朝日系アニメ『まもって守護月天!』エンディングテーマ。1998年にGIZA studioのレコード会社としての運営が開始されて以降、同社第1号アーティストとして初のリリースとなった作品。「Smashing the good! Smashing the bad!」（New Cinema 蜥蜴）、「BRAVE」（GRASS ARCADE）も第1号アーティストとして同日リリースされている。なお、この3組のアーティストに共通するのは、8cmCD（従前のシングルCD）と12cmCD（マキシシングル）の2形態でリリースされていることである。
カップリングにはインディーズEP「SWEET VELVET」から2曲を再収録している。これ以降大野愛果を専属作曲家という形にシフトする。後に、大野がアルバム『Shadows of Dreams』でタイトル曲「Shadows of Dreams」としてセルフカバーしている。
アニメエンディングは、登場人物のシャオリンがこの曲に合わせて口ずさむアニメーションであった。ボーカル秋本の声質がシャオリン役の國府田マリ子に似ていたことと、リリース直前の1999年1月頃までレコード会社のクレジットが出ておらず極端にsweet velvetについての情報が少なかった（アニメのオンエアが開始されたのは1998年10月であることから、長期に渡って情報が制限されていることになる）ことから、國府田がこの曲を歌っているのではないかという声が上がったこともある。

## 収録曲

### 12cm
1. I JUST FEEL SO LOVE AGAIN 〜そばにいるだけで〜
2. SWEETER BABY
3. SO GOOD

### 8cm
1. I JUST FEEL SO LOVE AGAIN 〜そばにいるだけで〜
2. SWEETER BABY
3. I JUST FEEL SO LOVE AGAIN 〜そばにいるだけで〜 (original karaoke)

## 参加ミュージシャン
- 三好誠（rumania montevideo） - ギター
- 大賀好修 - ギター
- 吉川忠英 - ギター
- 古井弘人（GARNET CROW） - キーボード